# Экологический менеджмент
Экологический менеджмент — часть общей системы корпоративного управления, которая обладает четкой организационной структурой и ставит целью достижение положений, указанных в экологической политике посредством реализации программ по охране окружающей среды.

## Понятие экологического менеджмента
Название научной дисциплины «экологический менеджмент» претерпевает изменение в ходе своей эволюции. В научной литературе за рубежом и тем более в России, где интерес к этой экономико-управленческой дисциплине начал формироваться недавно, нет общепринятого определения этого понятия. В работах зарубежных ученых Th. Dyllick, Н. Meflerl, М. Kircbgeorg, G. Mueller-Christ, U. Steger, R. Welford, а также отечественных исследователей З. В. Туриева А. Л. Боброва, А. С. Гринина, Е. И. Хабаровой, Э. М. Короткова и др. при определении экологического менеджмента чаще всего выделяется одна, по мнению того или иного автора, наиболее важная компонента экологического менеджмента.
Например, Gray R, Bebbington J., Walters D., определяют эту деятельность как «совокупность реакций со стороны компаний на экологические проблемы при оценке их позиции по отношению к окружающей среде, разработке и воплощении политик и стратегии, направленных на улучшение этой позиции, сопровождающихся изменением систем управления, с целью обеспечения совершенствования и эффективного управления».
Некоторые авторы трактуют экологический менеджмент как «экологически осознанное управление предприятием». Fischer H., Wucherer Q, Wagner B. Burschel С. указывают, что — «это часть общего менеджмента, которая обеспечивает разработку, внедрение, выполнение и соблюдение экологической политики», Mueller К. считает, что менеджмент, ориентированный на окружающую среду, не должен быть ни менеджментом окружающей среды, ни менеджментом предприятия, а может быть только менеджментом отношений с окружающей средой.
В работах, отечественных ученых также наблюдаются различные подходы в использовании терминологии. По определению Е. И. Хабаровой «экологический менеджмент — это экологически безопасное управление современным производством, при котором достигается оптимальное соотношение между экологическими и экономическими показателями». Э. М. Коротков подчеркивая значение менеджмента в обеспечении взаимоотношения общества и природы, указывает, что «сферой и объектом экологического менеджмента является взаимодействие человека и природы». По мнению Т. Хусанова, Л. Безбородова и Ю. Безборобова  экологический менеджмент представляет собой «организацию охраны окружающей среды во всей её совокупности».
Известные ученые в области экономики охраны окружающей среды и экологического менеджмента Н. В. Пахомова, А. Эндрес и К. Рихтер определяют СЭМ «как систему управления деятельностью предприятия (организации) в тех её формах, направлениях, сторонах и т. д., которые прямо или косвенно относятся к взаимоотношению предприятия с охраной окружающей среды».
Также наиболее полное определение дает ученый Г.С Ферару, «экологический менеджмент (экологизация менеджмента) — инициативная и результативная деятельность экономических субъектов, направленная на достижение их собственных экологических целей, проектов и программ, разработанных на основе принципов экоэффективности и экосправедливости» . Это тип управления, принципиально ориентированный на формирование и развитие экологического производства, экологической культуры и жизнедеятельности человека. В свою очередь понятие «экологизация» означает процесс внедрения технологических систем, управленческих и других решений, позволяющих повысить эффективность использования естественных ресурсов при сохранении качества природной среды.
В соответствии с ISO 14000, система экологического менеджмента — это часть общей системы менеджмента, включающая организационную структуру, планирование деятельности, распределение ответственности, практическую работу, а также процедуры, процессы и ресурсы для разработки, внедрения, оценки достигнутых результатов реализации и совершенствования экологической политики, целей и задач.

## История
В 1992 г. в Рио-де-Жанейро состоялся саммит глав государств, посвященный устойчивому развитию человеческого общества и природы, на котором, в частности, была принята Повестка дня на XXI век. На саммите также было определено, что экологический менеджмент следует отнести к ключевой доминанте устойчивого развития и одновременно к высшим приоритетам промышленной деятельности и предпринимательства. В 1993 году на уругвайском раунде переговоров, посвященных Всемирному торговому соглашению, было принято решение о создании международных стандартов по экологическому менеджменту. Международная организация по стандартизации (ISO) в своих рамках организовала технический комитет 207 (TC 207), который приступил к написанию стандартов серии ISO 14000, в которых определялись принципы функционирования систем экологического менеджмента. В 1996 г. был выпущен первый и основной стандарт ISO 14001 (пересмотрен в 2004 г.).
В 1998 г. Госстандарт опубликовал аутентичный текст на русском языке в качестве национального ГОСТ Р ИСО 14001-98 (пересмотрен в 2007 году), а также со временем ввел в действие и остальные стандарты серии ISO 14000.
В 1993 году собственный стандарт экологического менеджмента ввел Европейский союз: EMAS (схема эко-менеджмента и аудита Европейского союза). В 2000 году он был пересмотрен, и, в части требований к системе экологического менеджмента предприятий, стал прямо ссылаться на требования стандарта ISO 14001, в то же время, предъявляя к организациям ряд дополнительных требований.

## Структура
Система экологического менеджмента имеет следующие взаимосвязанные структурные элементы:
- Утвержденную экологическую политику
- Персонал, ответственный за поддержание системы экологического менеджмента
- Контроль за соблюдением нормативно-правовых требований
- Процедуры идентификации и оценки экологических аспектов
- Установленные цели и задачи по охране окружающей среды
- Сформированную экологическую программу
- Документационное обеспечение системы экологического менеджмента
- Управление операциями
- Обучение персонала
- Экологический мониторинг
- Корректирующие и предупреждающие действия
- Периодическую оценку соответствия с помощью экологического аудита
- Анализ со стороны руководства

## Цели и задачи экологического менеджмента
В качестве целей внедрения и сертификации на предприятии системы экологического менеджмента могут быть выделены следующие
- Снижение негативного воздействия на ОС;
- Повышение экологической эффективности деятельности предприятия;
- Снижение образования отходов и их переработка

Задачи экологического менеджмента
Обоснование экологической политики и обязательств
- Экологическая политика — публично декларируемые принципы и обязательства, связанные с экологическими аспектами деятельности предприятия и обеспечивающие основу для установления его экологических целей и задач.

Планирование экологической деятельности
- Планирование является одной из важнейших функций экологического менеджмента, позволяющей упорядочить и систематизировать возможные многочисленные мероприятия и действия, направленные на достижение экологических целей.

Организация внутренней и внешней экологической деятельности
- Суть состоит в осуществлении запланированных и незапланированных (дополнительных) действий и мероприятий, направленных на минимизацию потребления материальных и энергетических ресурсов и сбросов загрязняющих веществ (выбросов, отходов, использования особо опасных веществ и материалов и т. д.)

Мотивация персонала
- Позволяет вовлечь персонал в деятельность по охране ОС и рациональному использованию природных ресурсов.

Внутренний экологический мониторинг и экологический контроль
- Проводится с целью заблаговременного выявления отклонения работы предприятия от запланированных показателей.

Анализ и оценка результатов экологической деятельности
- Функция обеспечения управленческих решений, относящихся к экологической результативности организации, путём выбора показателей, сбора и анализа данных, оценки информации по критериям экологической результативности, подготовки отчетности и обмена информацией, а также периодического пересмотра и совершенствования этого процесса.

Пересмотр и совершенствование системы экологического управления и экологического менеджмента
- В рамках этой функции организация должна установить, внедрить и поддерживать процедуру для реагирования на существующее или потенциальное несоответствие.

Механизм внедрения экологического менеджмента
- В настоящее время в мире уже накоплен опыт внедрения и функционирования систем экологического менеджмента, что позволило мировому сообществу выработать ряд документов, регламентирующих процедуры его внедрения.

В соответствии с этими документами механизм внедрения системы экологического менеджмента имеет следующие этапы:
- Оценка исходной ситуации
- Планирование внедрения системы экологического менеджмента
- Постановка целей, задач и разработка программ.
- Мониторинг (система наблюдения)
- Оценка результативности
- Внутренний аудит системы экологического менеджмента.

## Распространение систем экологического менеджмента
Предприятия могут осуществлять сертификацию прямо по международному стандарту ISO 14001 или по аутентичному национальному стандарту.
В 1996 году в мире была зафиксирована 1491 организация, имеющая систему экологического менеджмента, в 2000 году — 22897 организаций, в 2004 году — 72877 организаций.
В России первое предприятие создавшее систему экологического менеджмента появилось в 1998 году, на окончание 2004 года таких предприятий было 127. В июле 2009 года системы экологического менеджмента функционировали в 300 российских организациях.